# Atletismo nos Jogos Pan-Americanos de 1999 - Lançamento de martelo feminino
A prova do lançamento de martelo feminino nos Jogos Pan-Americanos de 1999 foi realizada em 24 de julho de 1999. Dawn Ellerbe ganhou a primeira medalha de ouro na prova, já que o arremesso de martelo fez sua estreia em Winnipeg.

## Medalhistas
| Ouro                            | Prata                 | Bronze                      |
| Dawn Ellerbe USA Estados Unidos | Yipsi Moreno CUB Cuba | Caroline Wittrin CAN Canadá |

### Final
| Posição           | Nome              | Nacionalidade      | Marca   | Notas |
| ----------------- | ----------------- | ------------------ | ------- | ----- |
| Medalha de ouro   | Dawn Ellerbe      | USA Estados Unidos | 65.36 m | PR    |
| Medalha de prata  | Yipsi Moreno      | CUB Cuba           | 63.03 m |       |
| Medalha de bronze | Caroline Wittrin  | CAN Canadá         | 61.28 m |       |
| 4                 | Norbi Balantén    | CUB Cuba           | 60.46 m |       |
| 5                 | Michelle Fournier | CAN Canadá         | 60.33 m |       |
| 6                 | Tamika Powell     | USA Estados Unidos | 58.90 m |       |
| 7                 | Nancy Guillén     | ESA El Salvador    | 57.75 m |       |
| 8                 | Violeta Guzmán    | MEX México         | 56.26 m |       |
| 9                 | Karina Moya       | ARG Argentina      | 51.91 m |       |
| 10                | Claudia Becerril  | MEX México         | 51.09 m |       |